# Banco Central de Túnez
El Banco Central de Túnez (en francés: Banque Centrale de Tunisie o BCT) es el banco central de Túnez. El banco está localizado en la ciudad de Túnez y su gobernador actual es Chedly Ayari, que reemplazó a Mustapha Kamel Nabli el 23 de julio de 2012.

## Historia
Túnez obtuvo su independencia en 1956.  El Banco Central de Túnez se creó dos años más tarde en 1958.  En diciembre de 1958, el recién creado dinar tunecino se desligó del franco francés. El banco mantiene un Museo de Dinero que incluye una colección de monedas cartaginesas recuperadas.
Túnez ha tenido históricamente una baja inflación. El dinar tunecino fue menos volátil en el periodo de 2000 a 2010 que las monedas de su vecinos importadores de petróleo, Egipto y Marruecos. La inflación fue de 4,9% en el año fiscal 2007-08 y del 3,5% en el año fiscal 2008-09.

## Operaciones
El BCT tiene 12 sucursales.

## Gobernadores
- 1958-1970: Hédi Nouira
- 1970-1972: Ali Zouaoui
- 1972-1980: Mohamed Ghenima
- 1980-1986: Moncef Belkhodja
- 1986-1987: Mohamed Skhiri
- 1987-1990: Ismail Khelil
- 1990-2001: Mohamed El Béji Hamda
- 2001-2004: Mohamed Daouas
- 2004-2011: Taoufik Baccar
- 2011-2012: Mustapha Kamel Nabli
- 2012–: Chedly Ayari